# Уолтер, Меган
Ме́ган Уо́лтер (англ. Meghan Walter; род. 22 февраля 2002, Виннипег) — канадская кёрлингистка.
В составе смешанной сборной Канады чемпионка мира среди смешанных команд (2019). Чемпионка Канады среди смешанных команд.
В «классическом» кёрлинге (команда из четырёх человек одного пола) в основном играет на позициях четвёртого и третьего. Много сезонов была скипом команды.

## Достижения
- Чемпионат Канады по кёрлингу среди женщин: бронза (2024).
- Чемпионат мира по кёрлингу среди смешанных команд: золото (2019).
- Чемпионат Канады по кёрлингу среди смешанных команд: золото (2019).

## Команды
| Сезон                                        | Четвёртый    | Третий           | Второй             | Первый          | Запасной                                    | Турниры               |
| -------------------------------------------- | ------------ | ---------------- | ------------------ | --------------- | ------------------------------------------- | --------------------- |
| 2016—17                                      | Меган Уолтер | Emilie Rafnson   | Kendra Derbowka    | Mackenzie Elias |                                             |                       |
| 2017—18                                      | Меган Уолтер | Сара Оливер      | Morgan Reimer      | Mackenzie Elias |                                             |                       |
| 2018—19                                      | Меган Уолтер | Erica Wiebe      | Morgan Reimer      | Mackenzie Elias |                                             |                       |
| 2019—20                                      | Меган Уолтер | Morgan Reimer    | Lauryn Kuzyk       | Mackenzie Elias |                                             |                       |
| 2020—21                                      | Меган Уолтер | Lane Prokopowich | Katie McKenzie     | Mackenzie Elias |                                             |                       |
| 2020—21                                      | Бет Петерсон | Дженна Лодер     | Katherine Doerksen | Melissa Gordon  | Меган Уолтер                                |                       |
| 2021—22                                      | Меган Уолтер | Lane Prokopowich | Katie McKenzie     | Mackenzie Elias |                                             |                       |
| 2022—23                                      | Меган Уолтер | Abby Ackland     | Сара Оливер        | Mackenzie Elias | тренер: Howard Restall                      | ЧК 2023 (11 место)    |
| 2023—24                                      | Кейт Кэмерон | Меган Уолтер     | Келси Рок          | Mackenzie Elias | Тейлор Макдональд тренер: Тейлор Макдональд | ЧК 2024               |
| Кёрлинг для смешанных команд (mixed curling) |              |                  |                    |                 |                                             |                       |
| 2018—19                                      | Колин Курц   | Меган Уолтер     | Брендан Билавка    | Сара Оливер     | тренеры (ЧМСК): Джим Уэйт, Tom Clasper      | ЧКСК 2019 · ЧМСК 2019 |

(скипы выделены полужирным шрифтом)

## Частная жизнь
Незамужняя. По состоянию на 2023 год — студентка Университета Манитобы.
Начала заниматься кёрлингом в 2007 году в возрасте 5 лет.